# Abraham ben Selomó ibn Hasday
Abraham ben Selomó (ha-Levi) Ibn Hasday (segle XII o XIII, possiblement a Barcelona - Barcelona, 1240) va ser un traductor i poeta jueu que traduí a l'hebreu nombrosos llibres àrabs filosòfics, científics i literaris. Venia d'una família prominent d'erudits jueus. Va prendre partit a favor de la gran erudit Maimònides. Entre les seves traduccions a l'hebreu hi ha:
- Mizan al-ʿAmal d'al-Gazali, en hebreu: Moznei Zedek, amb la substitució dels passatges alcorànics amb paral·lels de la Bíblia i el Talmud, ed. J. Goldenthal 1834-1839
- Sefer ha-Jesodot d'Isaac ben Salomó d'Israel, ed. S. Fried 1900
- La carta al Iemen (Iggeret Teiman) de Maimònides
- Sefer ha-Mitzvot de Maimònides
- El pseudo-aristotèlic Liber de pomo, Hebreu, Sefer ha-Tappu’aḥ en forma de maqama, hg. Lviv 1873
- La novel·la Barlaam i Josafat, Hebreu, Ben ha-Melekh veu-ha-Nazir, hg. A. M. Habermann 1950, aquesta potser l'obra més carismàtica i llegida d'Ibn Hasday va ser Ben ha Mélek ve-ha, (El Príncep i el Monjo), una original adaptació en hebreu de la llegenda índia sobre la vida de Siddharta Gautama o Buda, coneguda en l'àmbit cristià per la llegenda d'aquesta nom Barlaam i Josafat. Aquest relat sobre el fill d'un rei que és preservat de tot contacte amb la malaltia, la bellesa i la mort, però que finalment les veu i les coneix i això el porta a dedicar-se a l'ascetisme mercès a l'ensenyament d'un mestres espiritual va ser tot un bet-seller medieval i es va conèixer a Europa gràcies a les adaptacions que es feren pels cristians en la llegenda de Barlaam i Josafat, i entre els jueus d'arreu del continent gràcies a la bella i elegant traducció i adaptació que en feu en hebreu el barceloní Ibn Hasday.

| « | <I com no ha de menysprear un home com tu el món aquest i com l'ha de triar per ojornar'hi? I vet aquí que tu tens el cor pur i l'esperit recte, i has vist que tot plaer abasta el cos aquest que és pols de la terra. Has entès i comprès que el cos no té prestigi, resistència ni consistència: la calor el fon i el fred el congela, les penes l'envolten i les feres el destrossen; la serp el sedueix, el ferro el destrueix i s'ajunten en ell les set plagues de les quals cap home no s'escapa, són: la calor, el fred, la gana, la set, el dolor, la por i la mort.> | » |

Abraham ben Samuel ha-Leví ibn Hasday, s. XII.
També va escriure poemes en hebreu mateix.